# Episodi di Un genio sul divano (seconda stagione)
La seconda stagione di Un genio sul divano è stata trasmessa sul canale britannico Nickelodeon dal 5 novembre 2007 al 28 maggio 2008.
In Italia è andata in onda parzialmente con gli episodi in ordine casuale dal 12 agosto 2008 al 5 settembre 2008. Gli altri saranno trasmessi prossimamente.
| nº | Titolo originale          | Titolo italiano             | Prima TV originale | Prima TV Italia   |
| -- | ------------------------- | --------------------------- | ------------------ | ----------------- |
| 1  | The Blob                  | La corsa rosa               | 5 novembre 2007    | 12 agosto 2008    |
| 2  | Return of Abdab           | Il ritorno di Abdad         | 7 novembre 2007    | 13 agosto 2008    |
| 3  | Junior Genie              | Apprendista genio           | 16 novembre 2007   | 14 agosto 2008    |
| 4  | Super Max                 | Super Max                   | 28 novembre 2007   | 18 agosto 2008    |
| 5  | Genie Swap                | Scambio di geni             | 8 novembre 2007    | 19 agosto 2008    |
| 6  | Soap Opera                | Niente televisione!         | 9 novembre 2007    | 20 agosto 2008    |
| 7  | Eau de Sophie             | Tutti pazzi per Sophie      | 12 novembre 2007   | 21 agosto 2008    |
| 8  | My Chair Lady             | Un amore di sedia           | 15 novembre 2007   | 22 agosto 2008    |
| 9  | Double Trouble            | Doppio problema             | 5 dicembre 2007    | 25 agosto 2008    |
| 10 | Genie Flu                 | L'influenza del genio       | 10 dicembre 2007   | 26 agosto 2008    |
| 11 | Juice Wars                | La guerra dei frullati      | 13 novembre 2007   | 27 agosto 2008    |
| 12 | Forget About It           | Una gara particolare        | 22 maggio 2008     | 28 agosto 2008    |
| 13 | Princess Emma             | La principessa Emma         | 6 dicembre 2007    | 29 agosto 2008    |
| 14 | Good Morning, Miss Norton | Un giorno da preside        | 11 dicembre 2007   | 1º settembre 2008 |
| 15 | I Feel Like Singing       | Voglia di cantare           | 6 novembre 2007    | 2 settembre 2008  |
| 16 | Back to the '80s          | Ritorno agli anni 80        | 21 maggio 2008     | 3 settembre 2008  |
| 17 | Girls Will Be Boys        | Trasformazione              | 7 dicembre 2007    | 4 settembre 2008  |
| 18 | You've Been Framed        | Un genio incompreso         | 27 maggio 2008     | 5 settembre 2008  |
| 19 | Drama Queen               | Un talento molto speciale   | 12 dicembre 2007   | 21 dicembre 2009  |
| 20 | Bamboozled                | Due geni sono troppi        | 24 maggio 2008     | 31 dicembre 2009  |
| 21 | Car Wash                  | Un marito per Peggy         | 23 maggio 2008     | 11 gennaio 2010   |
| 22 | Mr. Write                 | Il festival di poesia       | 26 maggio 2008     | 22 dicembre 2009  |
| 23 | Genie of the Year         | Desideri esplosivi          | 23 maggio 2008     | 8 gennaio 2010    |
| 24 | The Trilogy: Part 1       | La trilogia (prima parte)   | 28 maggio 2008     |                   |
| 25 | The Trilogy: Part 2       | La trilogia (seconda parte) | 28 maggio 2008     |                   |
| 26 | The Trilogy: Part 3       | La trilogia (terza parte)   | 30 maggio 2008     |                   |